# Gasebuzi (periodiskt vattendrag i Kirundo)
Gasebuzi är ett periodiskt vattendrag i Burundi.   Det ligger i provinsen Kirundo, i den norra delen av landet, 130 kilometer nordost om huvudstaden Bujumbura.
Omgivningarna runt Gasebuzi är huvudsakligen savann. Runt Gasebuzi är det tätbefolkat, med 319 invånare per kvadratkilometer.